# Едуард цу Зальм-Горстмар
Принц Едуард Макс Фолльрат Фрідріх цу Зальм-Горстмар (нім. Eduard Max Vollrath Friedrich Prinz zu Salm-Horstmar; 22 серпня 1841, замок Фарлар, Розендаль — 23 грудня 1923, Потсдам) — німецький воєначальник і спортивний функціонер, генерал кінноти Прусської армії.

## Біографія
Представник давнього знатного роду. Третій син князя Фрідріха цу Зальм-Горстмара (1799–1865) і його дружини Елізабет, уродженої цу Зольмс-Редельсгайм унд Ассенгайм (1806–1886).
З 1858 року служив кавалерійським офіцером у Прусській армії, з 1859 року — в 2-му вестфальському гусарському полку №11 в Дюссельдорфі. Учасник Другої шлезвізької, Австро-прусської (як ординарець генерала Ебергарда Герварта фон Біттенфельда) і Французько-прусської (як командир ескадрону) війн. З 15 листопада 1886 року — командир кірасирного полку «фон Дрізен» (Вестфальського) №4 в Мюнстері, з 19 лютого 1889 року — гвардійського кірасирного полку в Берліні, з 14 травня 1890 року — 1-ї гвардійської кавалерійської бригади в Берліні. З 18 жовтня 1894 по 9 вересня 1908 року — президент Генеральної комісії військового порядку в Берліні. З 1904 — генерал-ад'ютант імператора Вільгельма II, займав цю посаду протягом всієї Першої світової війни. Після закінчення війни вийшов у відставку.
Як віце-президент Німецького комітету Олімпійських ігор 1900 року в Парижі, принц Едуард став президентом Ігор 1904 року, які на той час виконували функції Національного олімпійського комітету. В 1901/05 роках він був членом Міжнародного олімпійського комітету. Він також був великим землевласникам у Мюнстерланді і мав гарні зв'язки в Берліні, будучи членом Союзного клубу (попередника Директорату з розведення чистокровних коней та стрибків) та Імператорського автомобільного клубу.

## Звання
- Другий лейтенант (1859)
- Перший лейтенант (30 жовтня 1886)
- Гауптман (17 травня 1870)
- Майор (30 березня 1880)
- Оберстлейтенант (17 червня 1887)
- Оберст (24 березня 1890)
- Генерал-майор (25 березня 1893)
- Генерал-лейтенант (17 грудня 1896)
- Генерал кінноти (24 грудня 1905)

## Нагороди
Отримав численні нагороди, серед яких:
- Пам'ятна медаль за війну 1864 року проти Данії
- Пам'ятний хрест за кампанію 1866
- Залізний хрест 2-го класу із застібкою «25»
- Пам'ятна військова медаль за кампанію 1870-71
- Хрест «За вислугу років» (Пруссія) (25 років)
- Столітня медаль
- Орден Червоного орла, великий хрест
- Орден Корони (Пруссія) 2-го класу
- Князівський орден дому Гогенцоллернів, почесний хрест 1-го класу
- Орден Церінгенського лева, великий хрест
- Орден Вендської корони, великий хрест з короною в золоті
- Орден Заслуг герцога Петра-Фрідріха-Людвіга, великий командорський хрест
- Орден Альберта (Саксонія), великий хрест із золотою зіркою
- Орден Вюртемберзької корони, командорський хрест
- Орден Леопольда I, велика стрічка (Бельгія)
- Орден Святих Маврикія та Лазаря, великий хрест (Королівство Італія)
- Орден Корони Італії, великий хрест
- Орден Оранських-Нассау, великий хрест (Нідерланди)
- Орден Леопольда (Австрія), великий хрест з діамантами (Австро-Угорщина)
- Орден Залізної Корони 1-го класу (Австро-Угорщина)
- Орден Святої Анни 2-го ступеня (Російська імперія)
- Орден Святого Станіслава 2-го ступеня (Російська імперія)
- Орден Меча, великий хрест (Швеція)
- Орден військових заслуг (Іспанія), великий хрест